# BAFTA Award för bästa manliga biroll
Lista över vinnare av BAFTA Award för bästa manliga biroll.

## Vinnare
1980 gavs inget pris ut. 1981 gavs priset ut under namnet Best Supporting Artist. Alla nominerade var män.

### 1960-talet
- 1968 − Ian Holm för rollen som Gunner Flynn i The Bofors Gun
- 1969 − Laurence Olivier för rollen som John French i Oh, vilket makalöst krig

### 1970-talet
- 1970 − Colin Welland för rollen som Mr. Farthing i Kes – falken
- 1971 − Edward Fox för rollen som Hugh Trimingham i Budbäraren
- 1972 − Ben Johnson för rollen som Sam the Lion i Den sista föreställningen
- 1973 − Arthur Lowe för rollen som Mr. Duff / Charlie Johnson / Dr. Munda i O Lucky Man!
- 1974 − John Gielgud för rollen som Mr. Beddoes i Mordet på Orientexpressen
- 1975 − Fred Astaire för rollen som Harlee Claiborne i Skyskrapan brinner!
- 1976 − Brad Dourif för rollen som Billy Bibbit i Gökboet
- 1977 − Edward Fox för rollen som Brian Horrocks i En bro för mycket
- 1978 − John Hurt för rollen som Max i Midnight Express
- 1979 − Robert Duvall för rollen som William "Bill" Kilgore i Apocalypse

### 1980-talet
- 1981 − Ian Holm för rollen som Sam Mussabini i Triumfens ögonblick
- 1982 − Jack Nicholson för rollen som Eugene O'Neill i Reds
- 1983 − Denholm Elliott för rollen som Coleman i Ombytta roller
- 1984 − Denholm Elliott för rollen som Dr. Charles Swaby i Svinaktiga affärer
- 1985 − Denholm Elliott för rollen som Vernon Bayliss i För rikets säkerhet
- 1986 − Ray McAnally för rollen som 	kardinal Altamirano i The Mission
- 1987 − Daniel Auteuil för rollen som Ugolin i Jean de Florette
- 1988 − Michael Palin för rollen som Ken Pile i En fisk som heter Wanda
- 1989 − Ray McAnally för rollen som Mr. Brown i Min vänstra fot

### 1990-talet
- 1990 − Salvatore Cascio för rollen som Salvatore Di Vita (som barn) i Cinema Paradiso
- 1991 − Alan Rickman för rollen som Sheriffen av Nottingham i Robin Hood: Prince of Thieves
- 1992 − Gene Hackman för rollen som "Little" Bill Daggett i De skoningslösa
- 1993 − Ralph Fiennes för rollen som Amon Göth i Schindler's List
- 1994 − Samuel L. Jackson för rollen som Jules Winnfield i Pulp Fiction
- 1995 − Tim Roth för rollen som Archibald Cunningham i Rob Roy
- 1996 − Paul Scofield för rollen som Thomas Danforth i Häxjakten
- 1997 − Tom Wilkinson för rollen som Gerald i Allt eller inget
- 1998 − Geoffrey Rush för rollen som Frances Walsingham i Elizabeth
- 1999 − Jude Law för rollen som Dickie Greenleaf i The Talented Mr. Ripley

### 2000-talet
- 2000 − Benicio del Toro för rollen som Javier Rodriguez i Traffic
- 2001 − Jim Broadbent för rollen som Harold Zidler i Moulin Rouge!
- 2002 − Christopher Walken för rollen som Frank Abagnale, Sr. i Catch Me If You Can
- 2003 − Bill Nighy för rollen som Billy Mack i Love Actually
- 2004 − Clive Owen för rollen som Larry Gray i Closer
- 2005 − Jake Gyllenhaal för rollen som Jack Twist i Brokeback Mountain
- 2006 − Alan Arkin för rollen som Edwin Hoover i Little Miss Sunshine
- 2007 − Javier Bardem för rollen som Anton Chigurh i No Country for Old Men
- 2008 − Heath Ledger för rollen som Jokern i The Dark Knight (postumt)
- 2009 − Christoph Waltz för rollen som överste Hans Landa i Inglourious Basterds

### 2010-talet
- 2010 − Geoffrey Rush för rollen som Lionel Logue i The King's Speech
- 2011 − Christopher Plummer för rollen som Hal Fields i Beginners
- 2012 − Christoph Waltz för rollen som Dr. King Schultz i Django Unchained
- 2013 − Barkhad Abdi för rollen som Abduwali Muse i Captain Phillips
- 2014 − J.K. Simmons för rollen som Terrence Fletcher i Whiplash
- 2015 − Mark Rylance för rollen som Rudolf Abel i Spionernas bro
- 2016 − Dev Patel för rollen som Saroo Brierley i Lion
- 2017 − Sam Rockwell för rollen som Jason Dixon i Three Billboards Outside Ebbing, Missouri
- 2018 – Mahershala Ali för rollen som Don Shirley i Green Book
- 2019 – Brad Pitt för rollen som Cliff Booth i Once Upon a Time in Hollywood